# ダイモ

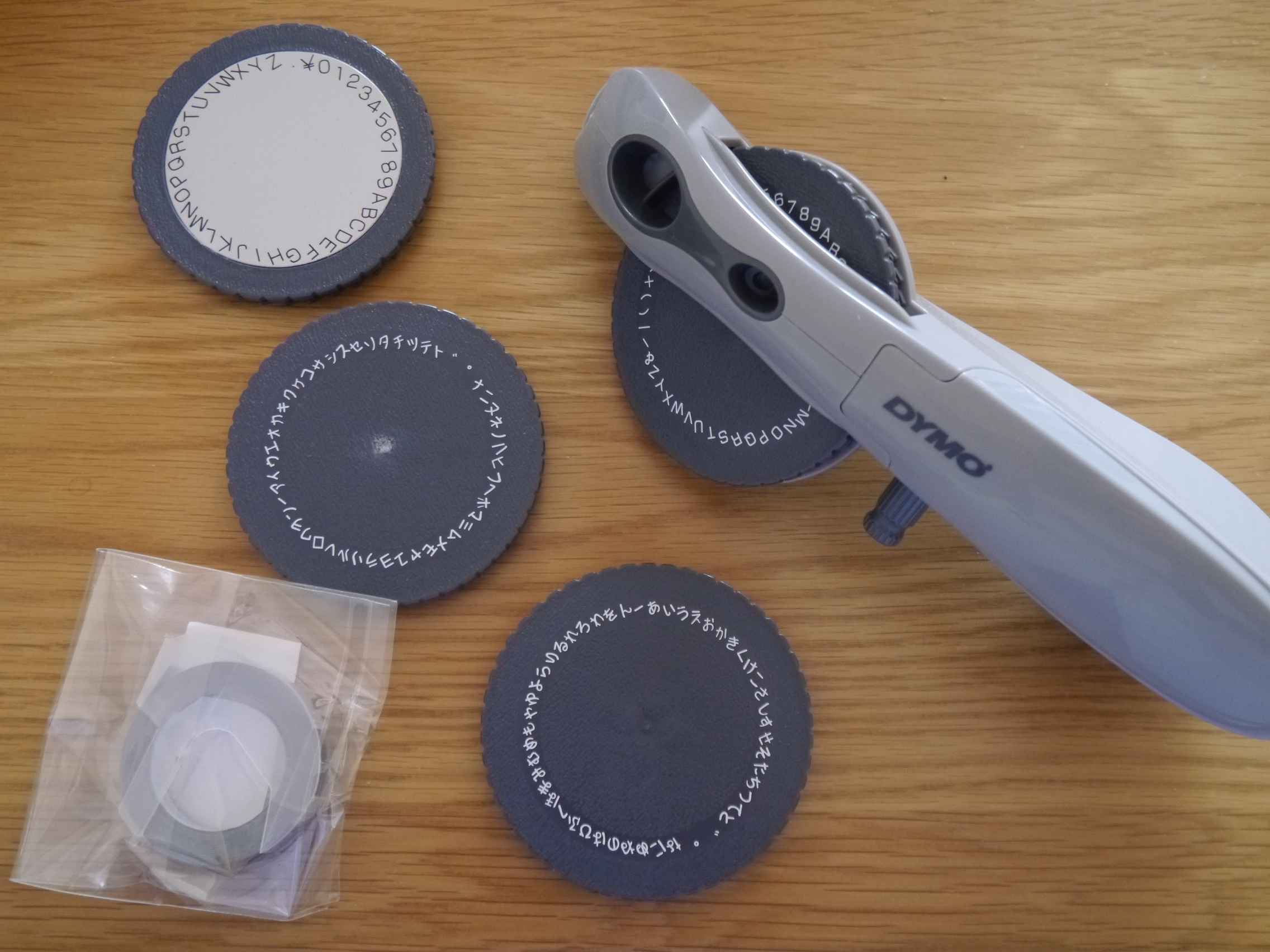
ダイモと付属品。右が本体、中央の円形の物体が文字盤で、容易に交換できる。左下が刻印用のプラスチックテープで、シール状となっている。

ダイモ（DYMO）は、アメリカのニューウェルラバーメイド社傘下のDYMO社が製造・販売するラベルメーカーである。1958年に販売開始。

## 概要・沿革
1957年にカルフォルニア州のバークレーで、DYMO社がエンボスラベルマシンメーカーとして誕生。
翌1958年に世界初のエンボスラベルメーカーとして市場に紹介する。
ダイヤル式の文字盤を合わせてレバーを握ることで、プラスチックテープの両面から文字が型押しされて、圧で白い文字を創出した。
文字盤は交換が出来、大文字・小文字・記号や、販売国独自の文字（ひらがな・カタカナ等）にも文字盤を交換することで対応が出来た。
またそのプラスチックテープの裏面に粘着性をもたせ、耐久性のあるシールとして貼れる、というアイディアが人気を得て、欧米各地で市場を広げた。
1964年にはベルギーのセントニクスに工場を設立。当初はエンボステープが1万個/日程度の生産量だったが、数年後には世界100以上の国と地域で販売されるようになる。
1978年にはスウェーデンのエセルテ社と合併し、販売網を世界中に広げ、エンボステープも18万個/日もの生産規模となる。
1998年にはDYMO本社がアメリカのスタンフォードに移転。
2005年末に、ニューウェルラバーメイド社の傘下に入る。

## 日本でのダイモの普及
昭和30年代半ばより百貨店、文具店等で取り扱いが始まる。
その耐久性から幼稚園〜学童の持ち物に貼る需要も高く、ひらがな・カタカナの文字盤も早い時期に用意されていた。
1990年頃にエセルテが日本から撤退したのと入れ替わりに、テプラやネームランドなど、日本製のラベルプリンターが台頭し、一時は品薄状態となったが、ダイモ独特のレトロな風合いから、根強い人気があり、最近では雑貨店やインターネット通販等での取り扱いや、ファンの作成したブログ等で、静かなブームが続いている。